# Pere Auradell i Gamell
Pere Auradell i Gamell   (Girona, 7 de juny de 1953) és un ex-pilot català de motociclisme i d'automobilisme que destacà en competicions estatals de motocròs durant la dècada de 1970 i, més tard, en ral·lis automobilístics. És fill de Pere Auradell i Ribas, històric pilot de motociclisme de velocitat durant les dècades 1940 a 1960 que fou oficial de Montesa i Ducson.
Actualment segueix competint en curses de motocicletes clàssiques i ocasionalment en ral·lis de terra, al mateix temps que regenta la coneguda botiga gironina Motos Auradell, fundada pel seu pare el 1945.

## Trajectòria esportiva
Quan Pere Auradell i Gamell tingué l'edat de córrer en moto, el seu pare l'encaminà cap a la disciplina del motocròs (en què ell mateix havia competit també), ja que havia quedat impressionat pels nombrosos accidents en curses de velocitat esdevinguts a començaments de la dècada de 1960, molt especialment per la prematura mort de Ramon Torras. En aquella època el motocròs començava a introduir-se a la rodalia de Girona (el primer circuit de la zona s'habilità a Palau-sacosta) i el seu pare l'encoratjà a competir-hi de ben jove. La seva primera cursa en aquesta modalitat la va córrer amb una Ducson a Sant Llorenç de la Muga, però ben aviat, gràcies a la privilegiada relació del seu pare amb Montesa, tingué la possibilitat d'accedir a motocicletes oficials d'aquesta altra marca, ben preparades. Per començar, s'estrenà amb les primeres evolucions fetes sobre la base de la Impala, com ara la LA Cross 66, i amb els anys va arribar a córrer amb pràcticament totes les versions de la Cappra. Durant anys, seguí el Campionat d'Espanya de motocròs i el Campionat provincial de Girona, en una època en què hi havia molta afecció per aquest esport i se'n celebraven curses gairebé cada cap de setmana (se n'havien arribat a fer fins i tot damunt la muralla de la ciutadella de Roses).
Auradell compaginava el motocròs amb la seva afecció per l'automobilisme, que començà també de jove quan el seu pare se l'enduia d'amagat de la seva mare (Rosa Gamell, filla d'Osor) a córrer per la carretera que mena al Santuari dels Àngels en un antic MG de 1.300 cc, o agafaven junts el SEAT 1430 de la família per a competir-hi. Finalment, quan un seu amic de Girona, Rafael Pinedo, es va presentar a casa seva amb un Simca Rallye, Auradell decidí de córrer ral·lis automobilístics. En aquesta disciplina assolí els seus principals èxits, com ara el campionat provincial (que guanyà al volant d'un Renault 5 Copa amb Pere Plana de copilot) o els dos campionats de Catalunya de 2 rodes motrius, guanyats amb un Renault 5 GT Turbo amb Santi Galí de copilot (els altres copilots amb què ha competit al llarg de la seva carrera han estat Pere Pla, Josep Maria Ventura i Quim Alsina, i pel que fa als cotxes, ha pilotat també un Volkswagen Golf i un Renault Twingo-proto, amb el qual competí durant 10 anys).
Degut a la manca de temps, al final de la seva carrera en ral·lis s'especialitzà més en proves sobre terra, però també ha participat en pujades de muntanya i en proves de resistència con ara les 24 Hores.